# Bernardo Machado da Costa Dória
Bernardo Machado da Costa Dória (Propriá, 11 de março de 1811 — Recife, 5 de outubro de 1878) foi magistrado e político brasileiro. Foi presidente das províncias do Rio Grande do Norte, de 1 de abril de 1857 a 19 de maio de 1858.

## Biografia
Foi o primeiro sergipano a se graduar pela Faculdade de Direito de Olinda. Logo após a sua graduação foi nomeado juiz de direito da comarca de Alagoas, da de Vila Nova e e da de Propriá, nesta conservando-se até 1854.
Nomeado Chefe de Polícia do Rio Grande do Sul por decreto de 1 de fevereiro de 1854, veio depois a assumir a primeira vara comercial do Recife, nomeado por dec. de 12 de dezembro de 1856, onde também foi Chefe de Polícia interino, em 1859.
Carta imperial de 18 de fevereiro de 1857 escolheu-o para presidir a província do Rio Grande do Norte. Pelo dec. de 23 de janeiro de 1863, foi removido em 1872, para a do Recife, e para a de Fortaleza, que a inaugurou na qualidade de presidente, cargo para o qual foi nomeado em 7 de novembro de 1873. Foi enquanto ali judicava que se instalou o Tribunal de Relação de Fortaleza, em 3 de fevereiro de 1874, em virtude da determinação contida no art. 1º do decreto n.º 5456 de 5 de novembro de 1873.
Voltou por decreto de 17 de abril de 1875 para a Relação de Recife até ser decretada a sua aposentadoria. Em Sergipe, desempenhou as funções de terceiro vice-presidente (1851-1854).
Era Conselheiro do Imperador, Oficial da Imperial Ordem da Rosa, tendo deixado publicados dois trabalhos: o "Relatório" que apresentou a sua gestão na governança do Rio Grande do Norte e o "Discurso" inaugural da Relação de Fortaleza, da qual passou a ser, em ordem numérica o Primeiro Desembargador.